# Ealing (Nouvelle-Zélande)
Ealing est une localité rurale faiblement habitée, située sur les berges du fleuve Rangitata dans la région de Canterbury dans l’Île du Sud de la Nouvelle-Zélande.

## Installation
Elle a un hall de la communauté, un petit temple protestant et une unité de lutte contre le feu basé dans le centre de la ville. Ealing fut installé comme un village sur le trajet du chemin de fer en 1870 alors que le pont de la principale ligne du sud (en) au-dessus de la rivière Rangitata y était construit.

## Éducation
Avec les écoles situées à proximité des villes de Lynnford et de Maronan, l’école locale fut fermée du fait du déclin de la population dans les années 1930 et les élèves envoyés pour le primaire à celle de Hinds, une petite ville proche située au nord-est . Les anciens bâtiments de l’école sont maintenant devenus une église. Ealing est plus une localité qu’une véritable ville, l’ensemble du secteur étant sous l’autorité du Ealing district. Chaque année un feu d’artifice Guy Fawkes Night a lieu et une ‘Christmas party’ dans le hall du District d’Ealing se tient pour renforcer l’esprit de communauté.